# ماگوی سرنا
 ماگوی سرنا (اسپانیایی: Magüi Serna‎؛ زاده ۱ مارس ۱۹۷۹) یک تنیس‌باز اهل اسپانیا است.